# Tropaeolum peregrinum
Espèce
Classification phylogénétique
Tropaeolum peregrinum, la capucine des Canaries (en anglais canary-creeper ) ou fleur-canari, vigne des Canaries, est une espèce de plantes à fleurs de la famille des Tropaeolaceae et du genre Tropaeolum (les capucines) originaire de l'ouest de l'Amérique du Sud au Pérou et peut-être aussi en Équateur .

## Description

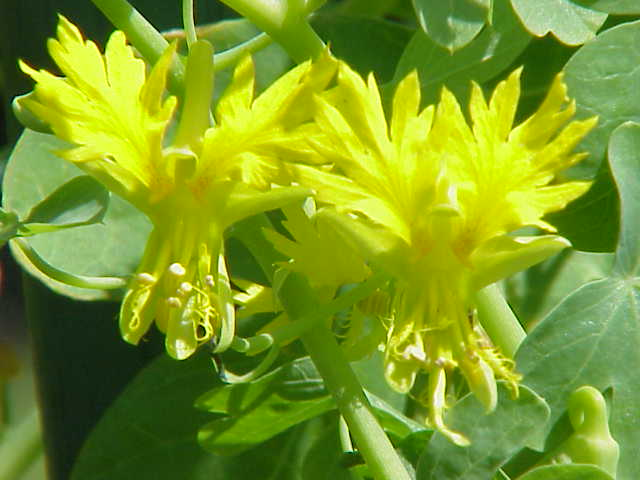
Gros plan de fleurs.

C'est une plante grimpante atteignant 2,5 m de hauteur en d'autres végétaux comme support. Les feuilles ont 2 à 5 cm de diamètre, lobées palmées avec trois à sept (principalement cinq) lobes ; elles sont subpeltées, avec le pétiole attaché à l'intérieur de la feuille (et non au bord, bien que proche de celui-ci). Les fleurs ont 2 à 4 cm de  diamètre, cinq pétales volantés, jaune pâle brillant (de couleur canari, d'où l’un des noms vernaculaire), souvent avec des taches rouges à la base des pétales, huit étamines et un une poche à nectar allongée de 12 mm en forme d’éperon à sa partie postérieure.

## Culture
C'est une plante vivace sensible au gel largement cultivée comme plante ornementale annuelle  dans les régions tempérées fraîches du monde.